# Stemonocera japonica
Stemonocera japonica är en tvåvingeart som först beskrevs av Ito 1984.  Stemonocera japonica ingår i släktet Stemonocera och familjen borrflugor. Inga underarter finns listade i Catalogue of Life.